# タテハチョウ亜科
タテハチョウ亜科（学名：Nymphalinae）は、アゲハチョウ上科タテハチョウ科を分類する亜科の1つである。
場合によっては、イチモンジチョウ亜科(Limenitidinae)とカバタテハ亜科(Biblidinae)が下位の族としてここに含まれる。ヒョウモンモドキ族(Melitaeini)はときどき別個の亜科と見なされる。

## 下位分類
以下の6族が含まれる。
下位分類は WAHLBERG, BROWER & NYLIN (2005) に、和名は 徳重, 森 & 福崎 (2020) によった。
- Coeini オリオンタテハ族 (約6属)
- Nymphalini タテハチョウ族 (約15属、2つは化石)
- Kallimini コノハチョウ族 (約5属)
- Victorinini シロオビタテハ族 (4属, 以前はコノハチョウ族)
- Junoniini タテハモドキ族 (約5属)
- Melitaeini ヒョウモンモドキ族 (約25属) - ヒョウモンモドキなど

族不明 incertae sedis（分類が定まっていないもの）:
- Rhinopalpa
- Kallimoides Shirôzu & Nakanishi, 1984
- Vanessula Dewitz, 1887

これらに加えて、Crenidomimas属が時々ここに配置されるが、イチモンジチョウ亜科 Adoliadini族 Euryphura属に属している可能性がある。
後期始新世の化石の Lithodryas 属がここに属している可能性があるが、一般的にはシジミチョウ科に割り当てられている。

## ギャラリー

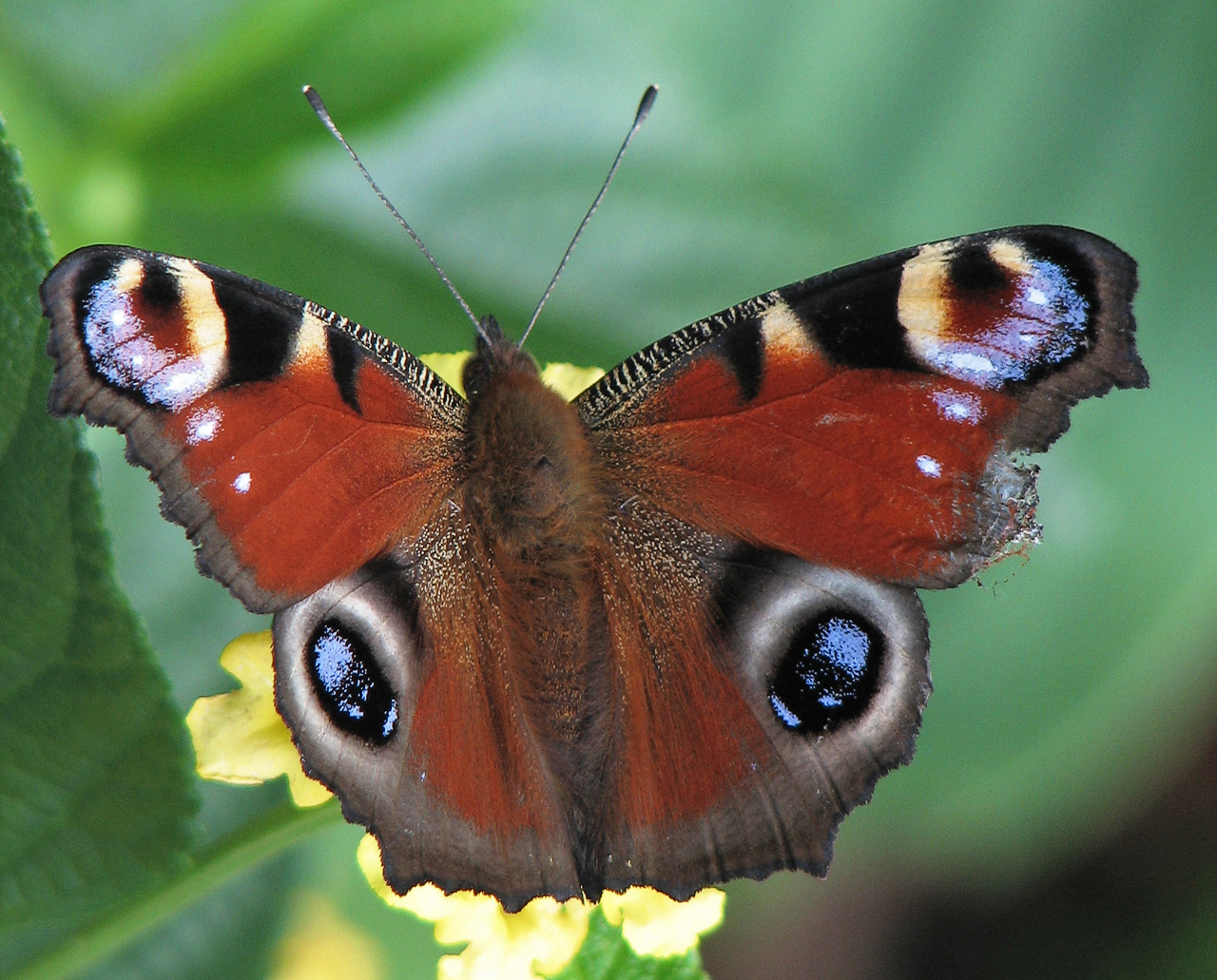
クジャクチョウ Aglais io (タテハチョウ族(Nymphalini))
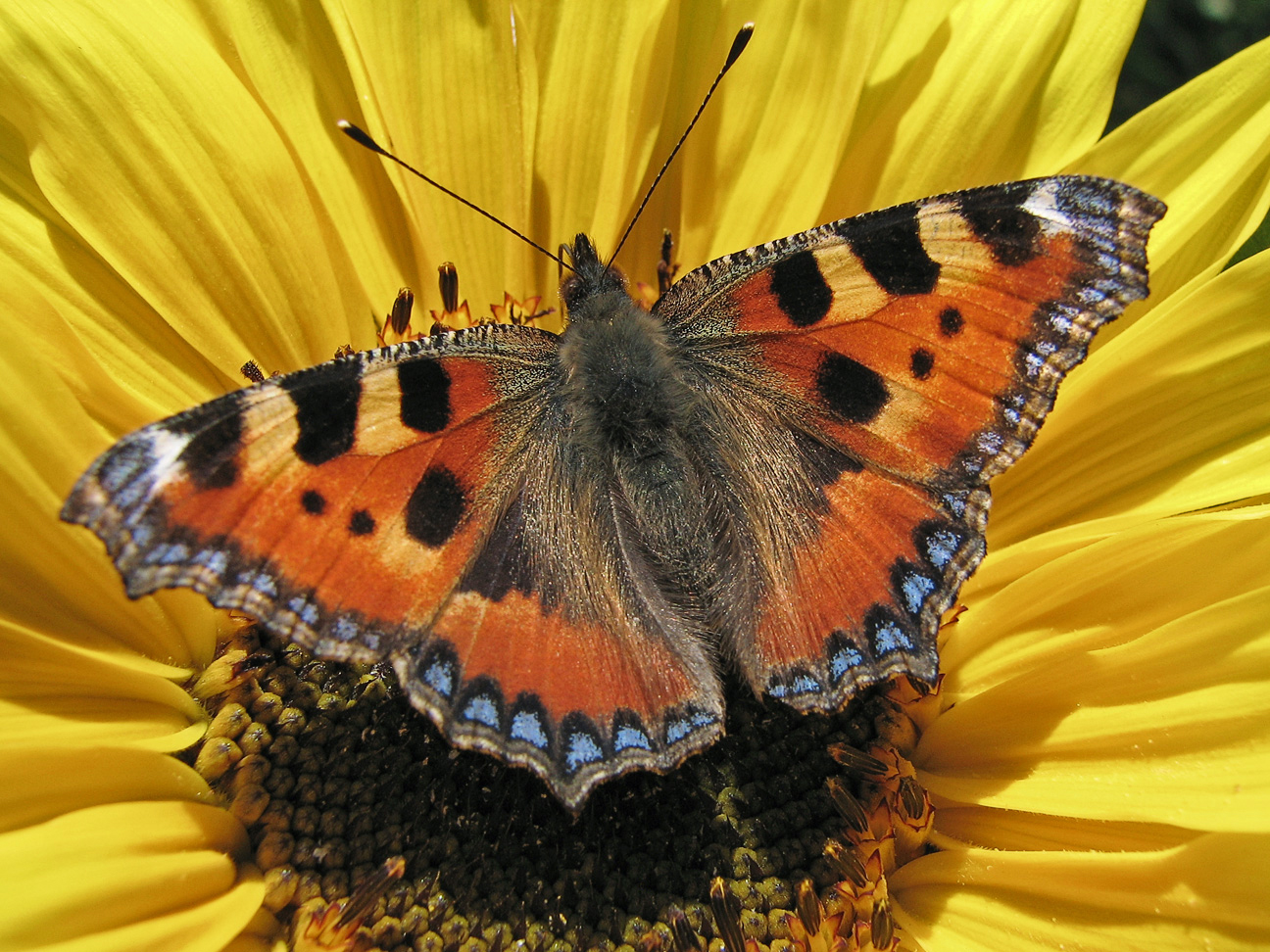
コヒオドシ Aglais urticae (タテハチョウ族(Nymphalini))
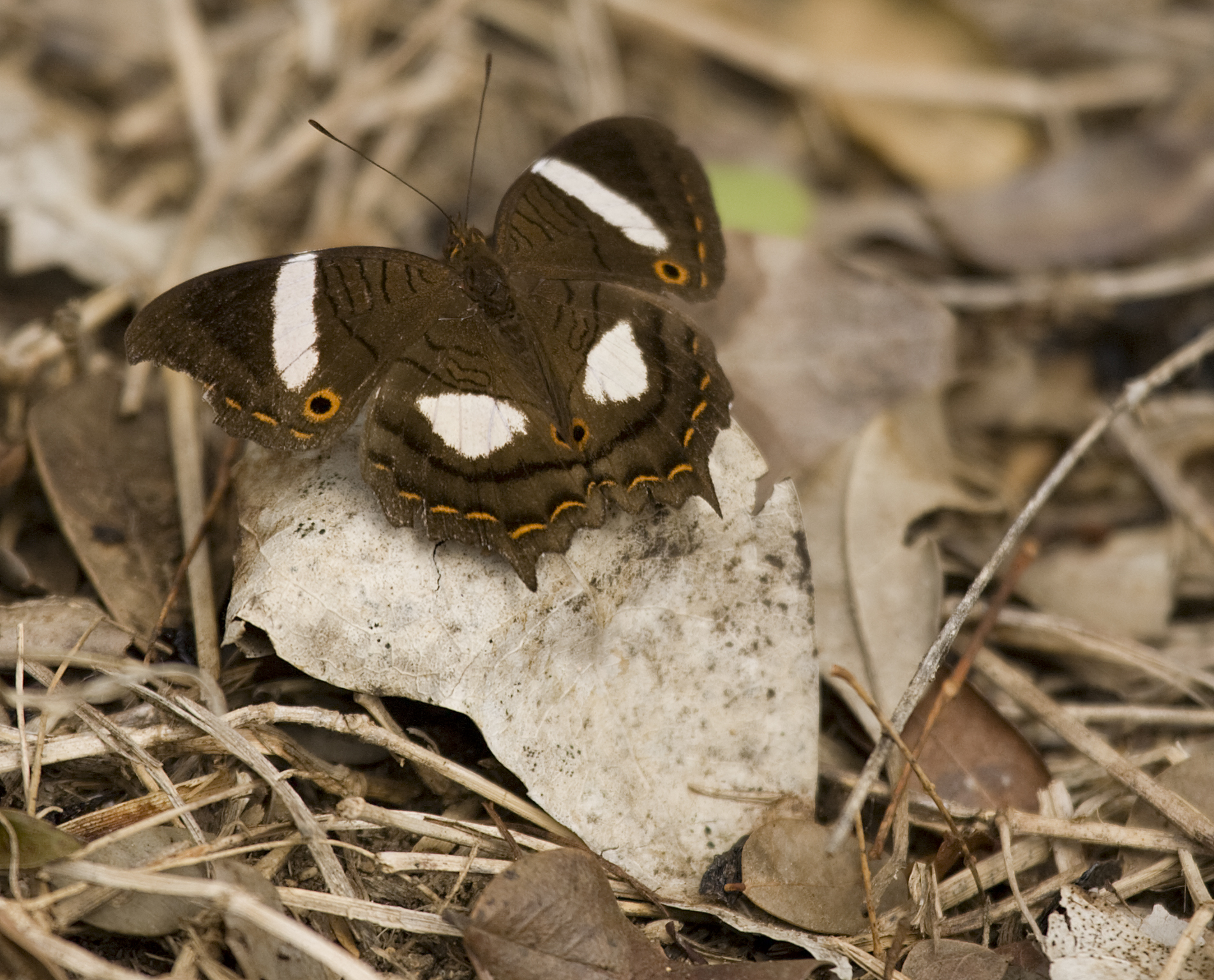
Anartia chrysopelea (シロオビタテハ族(Victorinini))
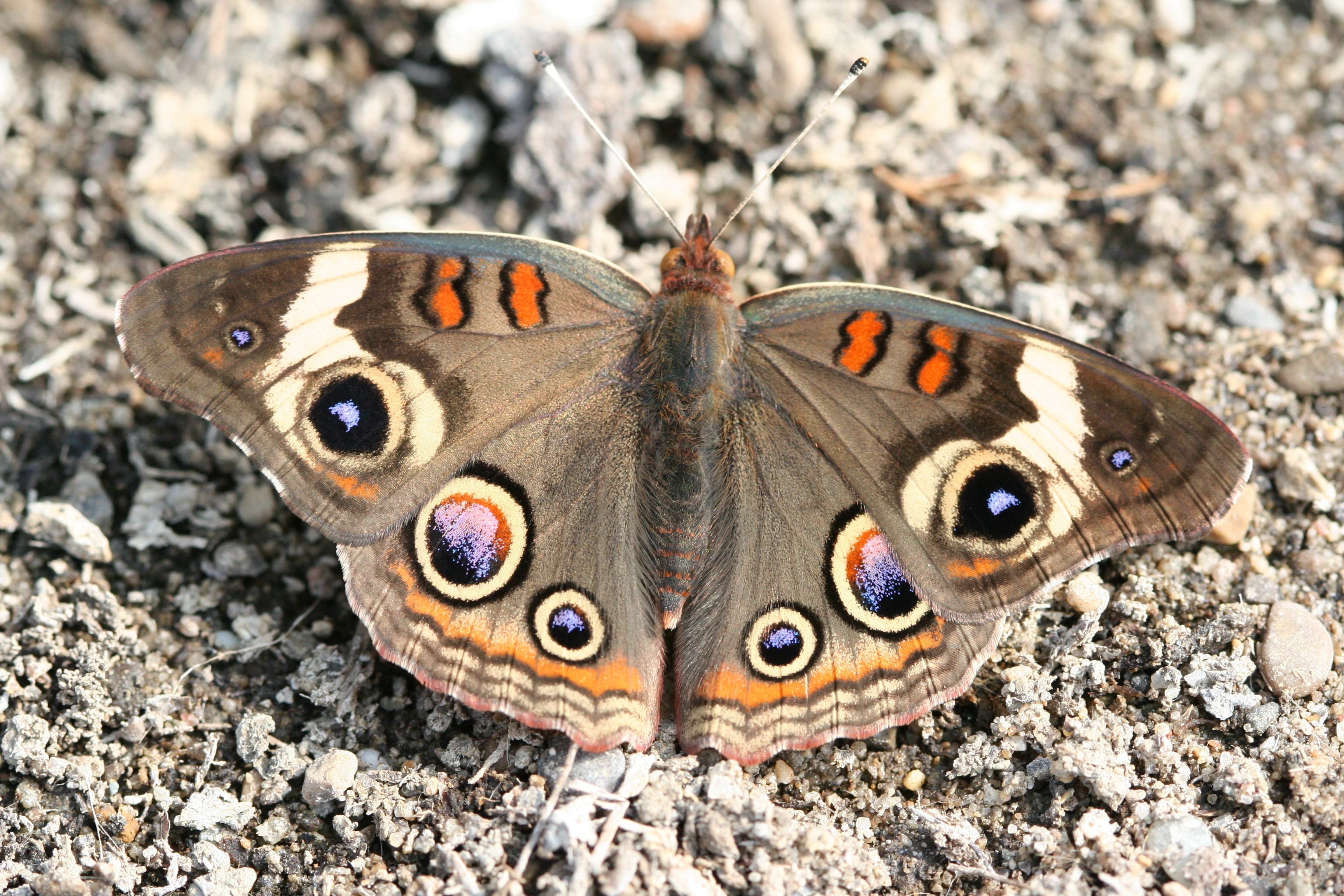
アメリカタテハモドキ Junonia coenia (タテハモドキ族(Junoniini))
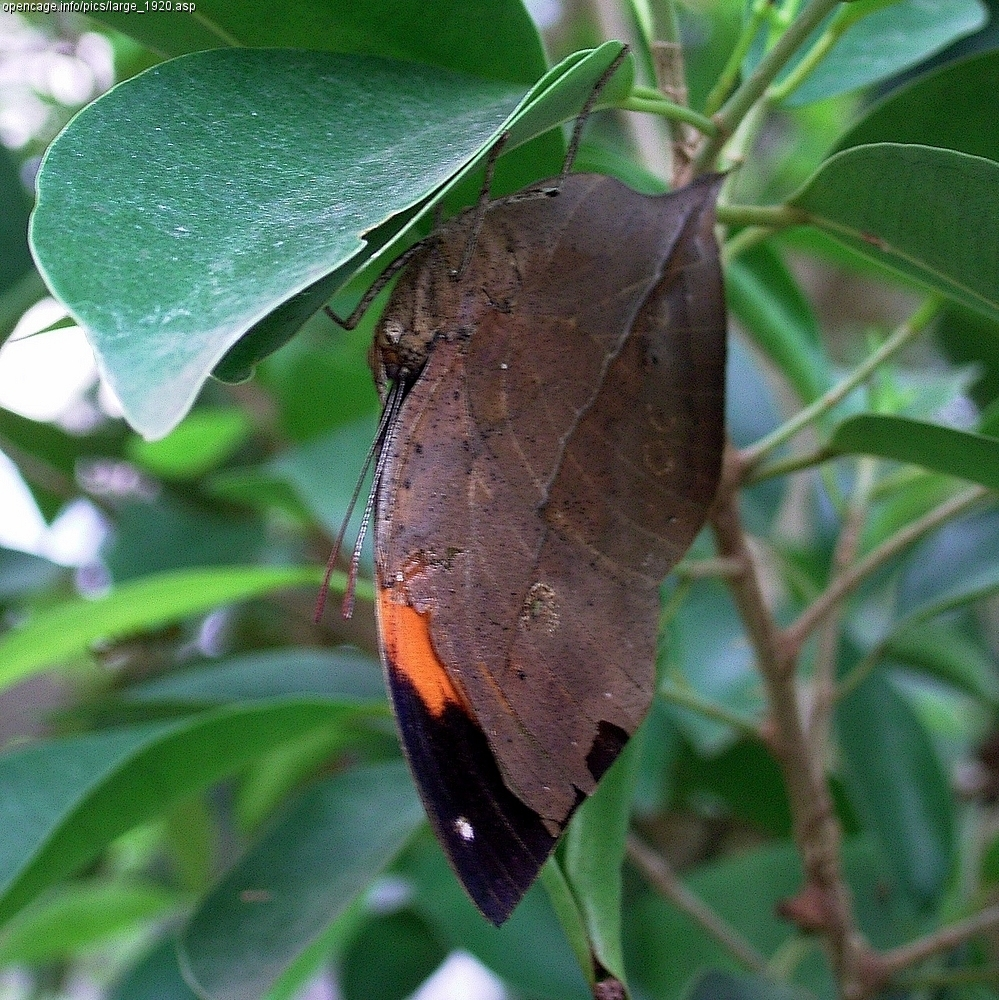
コノハチョウ Kallima inachus (コノハチョウ族(Kallimini)) 擬態
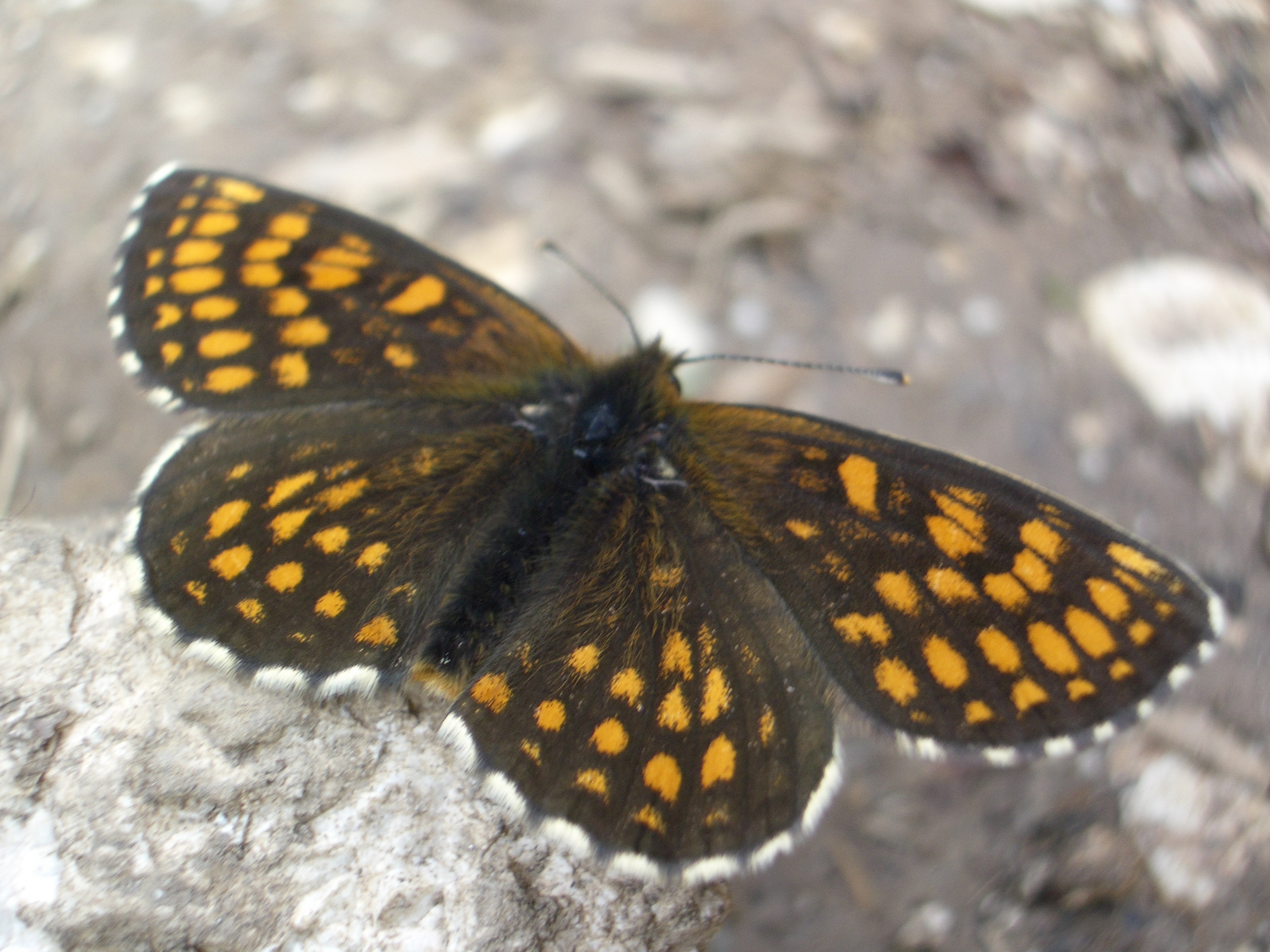
Melitaea diamina (ヒョウモンモドキ族(Melitaeini))
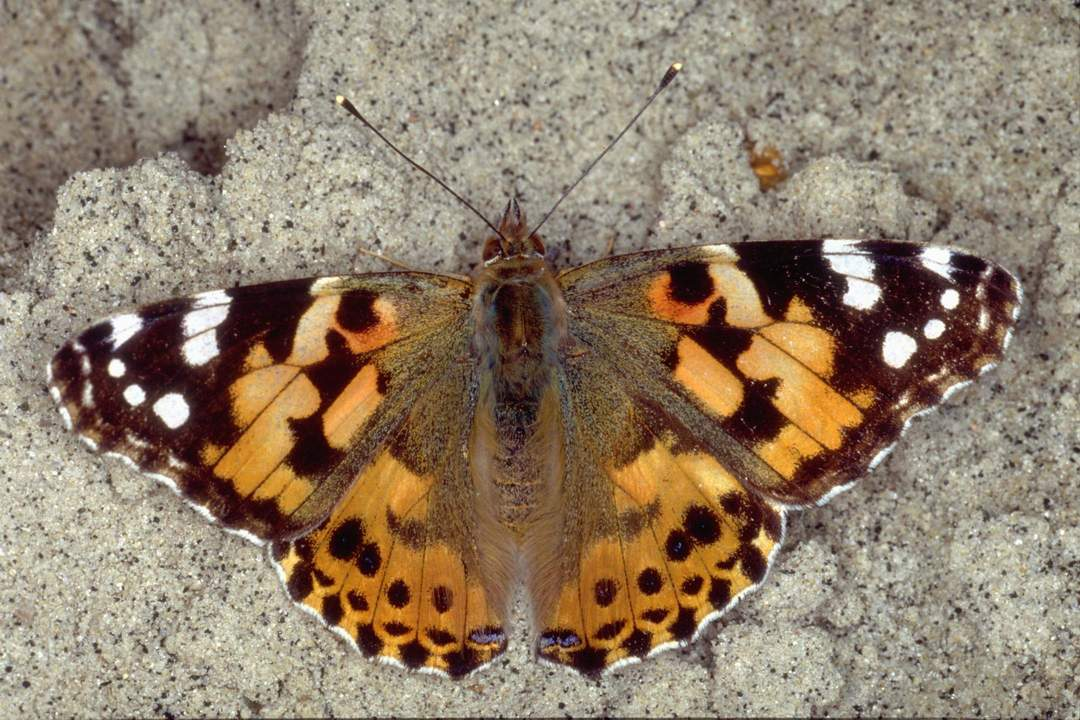
ヒメアカタテハ Vanessa cardui (タテハチョウ族(Nymphalini))